# Colour the Small One
Colour the Small One er det tredje album af den australske singer-songwriter Sia, som blev udgivet i Australien og Storbritannien den 19. januar 2004. Det blev udstedt i USA den 3. februar 2004. Produktionen var lavet af Jimmy Hogarth, som også co-skrev tre spor og spillede forskellige instrumenter. Det blev genudgivet den 10. januar 2006 i USA, efter at nummeret "Breathe Me" blev populær på en alternativ radio, efter sangen var den afsluttende sang i seriefinalen af HBOs drama Six Feet Under (vist i august 2005). Albummet toppede som nr. 14 på Billboard Top Heatseekers albumhitliste. I juli 2011 var "Breathe Me" også med i ABC Familys tvfilm, cyberbu//y.

## Baggrund og optagelse
Fra 2000 var Furler baseret i Storbritannien og hendes tidligere soloalbum, Healing Is Difficult, dukkede op i 2001 men hun var utilfreds med reklamen af albummet. Furler fyrede sin manager, forlod Sony Music og underskrev med Go! Beat Records, et datterselskab af Universal Music Group. Albummet blev indspillet i 2003 på Heliocentriske Studios i Rye med Jimmy Hogarth som producere.
Alle spor er co-skrevet af Furler, fem af de oprindelige elleve numre skrevet i samarbejde med bassisten Samuel Dixon. Hogarth co-skrev tre spor med Furler og spillede forskellige instrumenter. Sporet "The Bully" er co-skrevet af Furler med den amerikanske musiker Beck. To andre sange fra Colour the Small One sessioner blev co-skrevet med Beck, men blev ikke brugt. "Natale's Song" har kor fra den britiske sanger Sophie Barker, der tidligere havde arbejdet med Furler på Zero 7 singlen, "Destiny" (August 2001). En anden britiske sanger, Yvonne John Lewis, er med på "The Church of What's Happening Now" som korsanger.

## Frigivelse og markedsføring
Den oprindelige australske version af Colour the Small One havde elleve numre, med "Butterfly" som en tilføjelse i senere versioner. Sporet ""Don't Bring Me Down" blev udsendt som single i Australien i slutningen af 2003. Det blev ompakket som en fire-spors udvidet play,Don't Bring Me Down, for en britisk udgivelse. Da det blev udgivet i 2004, "Breathe Me", var den første single på de fleste markeder uden Australasien, mens "Don't Bring Me Down" var den anden single. "Breathe Me" nåede nr. 71 på UK Singles Chart i maj 2004, mens den tredje single, "Where I Belong", nåede top 100 men den fjerde single, "Numb", syntes ikke kom på hitlisten. Colour the Small One nåede top 200 på britiske albumhitliste. I fremme af albummet forudsagde Go! Beat Records en "making-of" video. Musikvideoer blev skudt i to spor, "Breathe Me" og "Sunday", mens en animation blev lavet for "Numb". En musikvideo blev senere skudt for "Don't Bring Me Down", men fremhævede den levende udgave der udkom i april 2007, på live album, Lady Croissant.
Efter "Breathe Me" blev brugt i finalen af Six Feet Under (vist i august 2005), blev albummet genudgivet den 10. januar 2006 i USA, i en udvidet version med 16 spor. Albummet toppede som nr. 14 på Billboard Top Heatseekers Albums Chart. "Breathe Me" vandt popularitet på alternativ rock og alternative voksne radiostationer. I 2007 blev "Breathe Me" brugt i tv-reklamer for Cooper Universitetshospital i South New Jersey, USA. I april 2008, blev "Breathe Me" præsenteret på tysk sæbeopera, Verbotene Liebe når homoseksuelle superpar Christian Mann og Oliver Sabel omfavnede som kærester for første gang på tysk tv. Også i oktober 2008, på Tokyo Game Show Ubisoft afslørede de en trailer for deres kommende video-game Prince of Persia brugte nummeret "Breathe Me". Mange af reklamerne på NBC for Sommer-OL 2008 featured klip af "Breathe Me" og sangen blev også brugt til Coca-Colas reklamer under Vinter-OL 2010. Filmen Cyberbully brugte også "Breathe Me" under en scene, hvor Taylor går ind i en selvmorderisk depression. "Numb" blev præsenteret på en episode af Nip/Tuck (Sæson 3, Episode # 33 "Rhea Reynolds") hvor den spillede ved afslutningen af episoden. Det er anvendes også regelmæssigt i den britiske tv-serie Holby City og er blevet spillet i den britiske sæbeopera, Hollyoaks flere gange. Det er også blevet brugt i en episode af The Hills.

## Kritisk modtagelse
Colour the Small One fik generelt gode anmeldelser i henhold til Metacritics rating på 77 ud af 100 baseret på 15 professionelle kritikere. Allmusics Jon O'Brien bemærkede, at Furlers "tyste, intime vokal er omgivet af akustisk folk-farvet electronica". Pitchforks Chris Ott fandt albummets "downtempo kalejdoskop af smerte og fremskridt ikke er i stand til at holde fast i alt, den når til, men leverer øjeblikke af genialitet og vovemod." Carmine Pascuzzi fra Mediasearch beskrev, at Furler giver en "gnist til de akustiske/kølet smagsprøver på i dag" med et "mere eksperimenterende" album end Healing Is Difficult.

## Trackliste
Alt tekst skrevet af Sia Furler, alt musik komponeret af Samuel Dixon og Furler, , medmindre andet er angivet..
| Australske udgave | Australske udgave                                        | Australske udgave | Australske udgave | Australske udgave | Australske udgave | Australske udgave | Australske udgave | Australske udgave | Australske udgave |
| #                 | Titel                                                    | Længde            |                   |                   |                   |                   |                   |                   |                   |
| ----------------- | -------------------------------------------------------- | ----------------- | ----------------- | ----------------- | ----------------- | ----------------- | ----------------- | ----------------- | ----------------- |
| 1.                | "Rewrite"                                                | 4:45              |                   |                   |                   |                   |                   |                   |                   |
| 2.                | "Sunday"                                                 | 4:17              |                   |                   |                   |                   |                   |                   |                   |
| 3.                | "Breathe Me" (Dan Carey, Furler)                         | 4:34              |                   |                   |                   |                   |                   |                   |                   |
| 4.                | "The Bully" (Beck (aka B Hansen), Furler, Jimmy Hogarth) | 3:51              |                   |                   |                   |                   |                   |                   |                   |
| 5.                | "Sweet Potato" (Kevin Cormack, Furler, Hogarth)          | 4:00              |                   |                   |                   |                   |                   |                   |                   |
| 6.                | "Don't Bring Me Down" (Furler, Blair MacKichan)          | 4:25              |                   |                   |                   |                   |                   |                   |                   |
| 7.                | "Natale's Song"                                          | 2:32              |                   |                   |                   |                   |                   |                   |                   |
| 8.                | "Moon" (Dixon, Furler, Hogarth)                          | 5:02              |                   |                   |                   |                   |                   |                   |                   |
| 9.                | "The Church of What's Happening Now"                     | 4:27              |                   |                   |                   |                   |                   |                   |                   |
| 10.               | "Numb" (Furler, Felix Howard, James MacMillan)           | 4:40              |                   |                   |                   |                   |                   |                   |                   |
| 11.               | "Where I Belong"                                         | 5:45              |                   |                   |                   |                   |                   |                   |                   |
| 48:18             |                                                          |                   |                   |                   |                   |                   |                   |                   |                   |

| 1.  | "Rewrite"                                       | 4:45 |
| 2.  | "Sunday"                                        | 4:17 |
| 3.  | "Breathe Me" (Dan Carey, Furler)                | 4:34 |
| 4.  | "The Bully" (Beck, Furler, Jimmy Hogarth)       | 3:51 |
| 5.  | "Sweet Potato" (Cormack, Furler, Hogarth)       | 4:00 |
| 6.  | "Don't Bring Me Down" (Furler, Blair MacKichan) | 4:25 |
| 7.  | "Natale's Song"                                 | 2:32 |
| 8.  | "Butterflies" (Cormack, Furler, Hogarth)        | 3:26 |
| 9.  | "Moon" (Dixon, Furler, Hogarth)                 | 5:02 |
| 10. | "The Church of What's Happening Now"            | 4:27 |
| 11. | "Numb" (Furler, Howard, McMillan)               | 4:40 |
| 12. | "Where I Belong"                                | 5:45 |

| 13. | "Broken Biscuit ^A" (Chad Fischer, Furler)              |  | 4:55 |
| 14. | "Sea Shells ^B" (Furler, Larry Goldings)                |  | 4:51 |
| 15. | "Breathe Me (Four Tet remix) ^B" (Carey, Furler)        |  | 5:03 |
| 16. | "Breathe Me (Ulrich Schnauss remix) ^B" (Carey, Furler) |  | 4:53 |

- - ^A (Fra '"Don't Bring Me Down" single eller Don't Bring Me Down EP)
- - ^B (Fra "Breathe Me" single)

## Personale
Kredit er tilpasset fra albummets noter fra den britiske version (januar 2004), for spor 1 til 12; og fra album noter for amerikanske version (2005), for spor 13 til 16 (Bemærk: kredit for spor 13 og 14 er fejlagtigt rapporteret som bevillingerne til sporene 12 og 13).
Design og fotografi
- Fotografi: Martin Gerlach
- Artwork: Stephen Tappin
- Art direction: Blue Source

## Hitlister
| Hitliste (2006)                | Top position |
| ------------------------------ | ------------ |
| Billboard Top Heatseekers (US) | 14           |